# Caravansérail de Moultani
Le caravansérail de Moultani est un monument historique à Bakou.

## Histoire
Le caravansérail de Moultani a été construit au XIVe siècle.
Le caravansérail porte son nom de la ville de Multan au Pakistan.
Le caravansérail a une forme carrée et les constructions sont de style ancien. Il y a de nombreux balcons autour de la cour. Actuellement, le caravansérail de Moultani abrite un restaurant servant une cuisine azerbaïdjanaise.